# Hank Mann

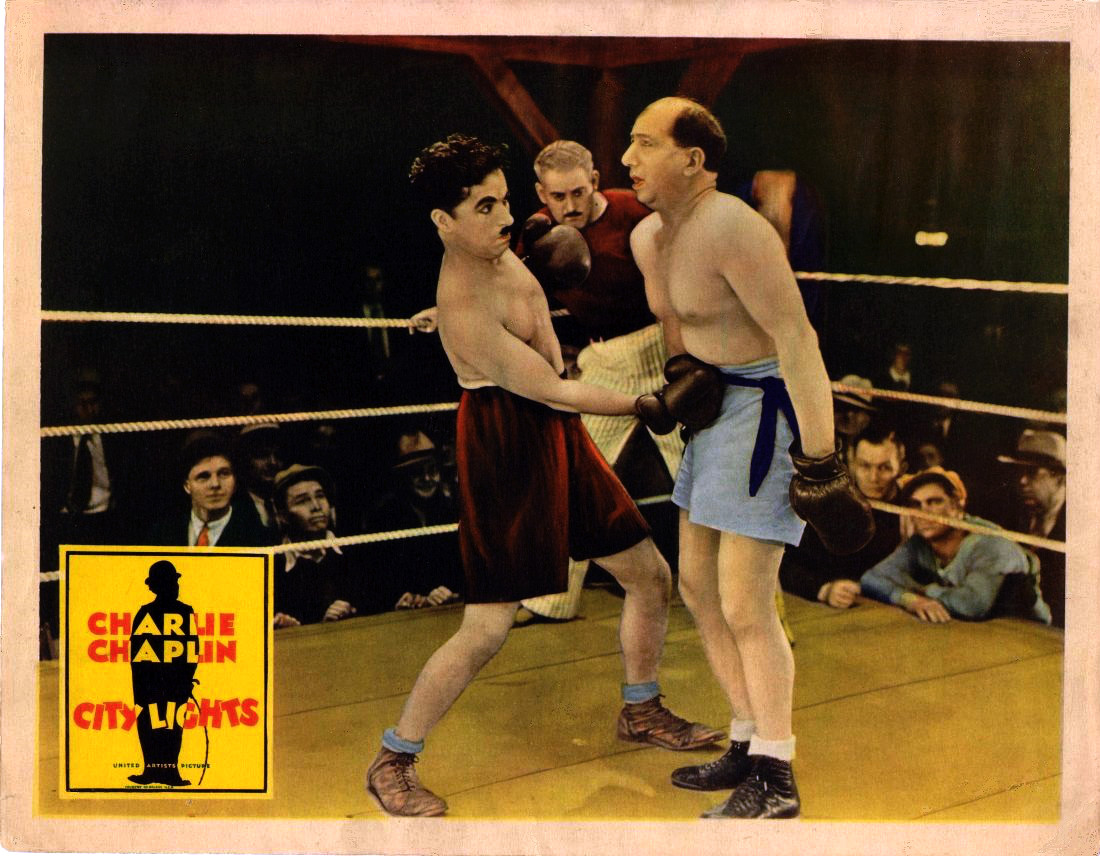
Cu Charlie Chaplin în scena meciului de box din Luminile orașului (City Lights, 1931)

Hank Mann (născut David William Lieberman, n. 28 mai 1887, New York City, New York, SUA – d. 25 noiembrie 1971, South Pasadena⁠(d), California, SUA) a fost un actor american, vedetă a filmelor mute, ultimul membru care a supraviețuit al grupului umoristic Keystone Cops, cel care ar fi avut ideea creării acestui grup după spusele unui fost membru, actorul Edgar Kennedy.

## Biografie și carieră
Hank Mann s-a născut în Rusia dar a emigrat în New York City cu părinții și frații săi în 1891. Alte surse prezintă data nașterii sale ca 28 mai 1887, în New York City, New York, SUA.

## Filmografie
- 1912 Hoffmeyer's Legacy (scurtmetraj) - Keystone Kop (nemenționat)
- 1913 Murphy's I.O.U. (scurtmetraj)
- 1913 The Gangsters (scurtmetraj) - Polițist (nemenționat)
- 1913 Safe in Jail (scurtmetraj) - Sătean (nemenționat)
- 1913 The Bangville Police (scurtmetraj)
- 1913 That Ragtime Band (scurtmetraj)
- 1913 The Foreman of the Jury (scurtmetraj)
- 1913 Barney Oldfield's Race for a Life (scurtmetraj)
- 1913 The Waiters' Picnic (scurtmetraj)
- 1913 The Riot (scurtmetraj)
- 1913 Fatty Joins the Force (scurtmetraj) - Polițist la secție (nemenționat)
- 1913 Fatty's Flirtation (scurtmetraj) - Polițist (nemenționat)
- 1913 He Would a Hunting Go (scurtmetraj) - șerif
- 1914 In the Clutches of the Gang (scurtmetraj) - Cop (nemenționat)
- 1914 A Misplaced Foot (scurtmetraj)
- 1914 Charlot la hotel (Mabel's Strange Predicament), scurtmetraj
- 1914 Twenty Minutes of Love (scurtmetraj) - Sleeper
- 1914 Caught in a Cabaret (scurtmetraj) - Dancer in Eyepatch (nemenționat)
- 1914 The Alarm (scurtmetraj)
- 1914 The Knockout (scurtmetraj) - Tramp in Eyepatch / Cop (nemenționat)
- 1914 Mabel's Married Life (scurtmetraj) - Tough in Bar
- 1914 Fatty's Finish (scurtmetraj)
- 1914 The Sky Pirate (scurtmetraj)
- 1914 The Face on the Bar Room Floor (scurtmetraj) - Drinker (nemenționat)
- 1914 Fatty's Gift (scurtmetraj)
- 1914 Tillie's Punctured Romance (scurtmetraj) - Policeman / Waiter in Movie (nemenționat)
- 1915 Fatty's New Role (scurtmetraj)
- 1915 That Little Band of Gold (scurtmetraj)
- 1915 Mabel and Fatty Viewing the World's Fair at San Francisco (scurtmetraj)
- 1915 Fatty's Plucky Pup (scurtmetraj)
- 1915 Fatty and the Broadway Stars (scurtmetraj) - Keystone Performer
- 1916 A Dash of Courage (scurtmetraj) - Train Passenger (nemenționat)
- 1916 Hearts and Sparks (scurtmetraj) - The Moneylender
- 1919 The Janitor - The janitor
- 1922 Oh, Mabel Behave
- 1924 The Man Who Played Square
- 1925 The Sporting Venus
- 1926 The Skyrocket
- 1926 Wings of the Storm
- 1926 The Flying Horseman
- 1927 Paid to Love
- 1927 Broadway After Midnight
- 1927 The Patent Leather Kid
- 1927 The Ladybird
- 1929 Spite Marriage
- 1929 The Donovan Affair
- 1931 Luminile orașului (City Lights) - The prizefighter who boxes in the ring with Charlie Chaplin
- 1932 Scarface
- 1935 The Devil Is a Woman
- 1935 Barbary Coast
- 1936 Timpuri noi (Modern Times) - Spărgător cu Big Bill
- 1937 Ali Baba Goes to Town
- 1939 Frontier Marshal
- 1939 Hollywood Cavalcade
- 1939 Mr. Smith Goes To Washington - Photographer (nemenționat)
- 1940 Dictatorul (The Great Dictator) - Storm Trooper stealing fruit (nemenționat)
- 1941 Vi-l prezint pe John Doe (Meet John Doe), regia Frank Capra
- 1941 Șoimul maltez (The Maltese Falcon), regia John Huston - Reporter (nemenționat)
- 1942 Kings Row - Stable Keeper (nemenționat)
- 1942 Yankee Doodle Dandy - Peck's Bad Boy Stagehand (nemenționat)
- 1943 The Phantom of the Opera - Stagehand (nemenționat)
- 1943 The Dancing Masters
- 1944 Arsenic și dantelă veche (Arsenic and Old Lace), regia Frank Capra
- 1947 The Perils of Pauline
- 1949 On the Town
- 1951 Un loc sub soare (A Place in the Sun), regia George Stevens - Courtroom Spectator (nemenționat)
- 1951 Angels in the Outfield
- 1951 My Favourite Spy
- 1952 Son of Paleface
- 1952 Rancho Notorious - Man on Porch (nemenționat)
- 1952 Jack și vrejul de fasole (Jack and the Beanstalk), regia Jean Yarbrough
- 1953 Abbott and Costello Go to Mars, regia Charles Lamont
- 1953 Abbott and Costello Meet Dr. Jekyll and Mr. Hyde, regia Charles Lamont
- 1954 Fluviul fară întoarcere (River of No Return), regia Otto Preminger
- 1955 Abbott and Costello Meet the Keystone Kops, regia Charles Lamont
- 1955 Seven Angry Men
- 1955 Abbott și Costello contra mumiei (Abbott and Costello Meet the Mummy), regia Charles Lamont
- 1956 Friendly Persuasion
- 1957 Man of a Thousand Faces - Comedy Waiter
- 1959 Unora le place jazul (Some Like It Hot), regia Billy Wilder
- 1960 Procesul maimuțelor (Inherit the Wind), regia Stanley Kramer - Townsman (nemenționat)

## Legături externe
- Hank Mann la Internet Movie Database

## Vezi și
- Listă de actori americani